# Betazol
A betazol (INN: betazole) a gyomorsav-kiválasztást serkentő gyógyszer.
A hisztamin analógja, de annál jóval kevesebb mellékhatása van. A gyomor hisztamin H2-receptoraira(en) hat a hisztaminnal versengve (kompetitív agonista).

## A gyomorsav-termelés vizsgálata
Zollinger–Ellison szindrómában(en) a hasnyálmirigy sejtjei rák következtében túlműködésre késztetik a gyomorsavat előállító sejteket. Ezt úgy mérik, hogy Levin-csővel(en) mintát vesznek a gyomorból, majd izomba adott injekcióval betazolt adnak a betegnek. Ha két órán múlva a gyomorsav mennyisége még legalább 60%-kal nagyobb az induló értéknél, ez Zollinger–Ellison szindrómára utal.
Ugyanezzel a vizsgálattal lehet kimutatni a gyomorsavhiányt, mely gyomorhuruthoz vezet.

## Készítmények
A nemzetközi gyógyszerkereskedelemben:
- Ametazole
- Histalog

Magyarországon nincs forgalomban.